# Bitwa pod Moyry Pass
Bitwa pod Moyry Pass (irl. Bealach na mhaighre) – starcie zbrojne, które miało miejsce w roku 1600 w trakcie irlandzkiej wojny dziewięcioletniej (1594–1603) w rejonie hrabstw Armagh oraz Louth. Bitwa była pierwszym większym starciem od czasu zawarcia w roku 1599 zawieszenia broni pomiędzy irlandzkimi rebeliantami pod wodzą Hugh O’Neilla, 2. hrabiego Tyrone a angielskimi wojskami dowodzonymi przez Charlesa Blounta (1. Earl Devonshire).

## Przygotowania
Strategia Anglików zakładała otoczenie terytorium Ulsteru wzmocnionymi garnizonami na granicach ziem O’Neilla. W tym celu Blount nakazał swoim siłom zajęcie miast Derry oraz Carrickfergus. We wrześniu 1600 r. Blount udał się na czele swoich wojsk z Dublina w kierunku Dundalk, gdzie po drodze zamierzał odbudować garnizon w Armagh, utracony przez wojska angielskie po bitwie pod Yellow Ford w roku 1598.
17 września 1600 r. Blount opuścił Dundalk i skierował się w kierunku Newry. Przełęcz Moyry Pass była jedyną drogą prowadzącą do Ulsteru, którą kierowali się Anglicy. Rejon ten został jednak już wcześniej umocniony przez wojska irlandzkie, które zbudowały tu szereg umocnień i barykad oraz obsadziły go swoimi strzelcami.

## Przebieg
Siły angielskie 20 września osiągnęły przełęcz  od południa, po czym założyły obóz w rejonie Fughart Hill. 25 września pod osłoną mgły oficer Thomas Williams dokonał marszu rekonesansowego, mającego na celu zbadanie linii obronnych przeciwnika. W wyniku potyczki zginęło 12 angielskich żołnierzy a 30 zostało rannych. W trakcie następnych 6 dni do 2 października silne deszcze uniemożliwiły obu stronom podjęcie jakichkolwiek akcji. Pogoda była decydującym czynnikiem utrudniającym walkę (wilgotny proch nie nadawał się do użycia).
Dnia 2 października Sir Samuel Bagnall poprowadził regiment piechoty do ataku na przełęcz. Anglicy przerwali pierwszą linię obrony rebeliantów, umożliwiając innemu regimentowi pod wodzą Sir Thomasa Bourke atak na drugą linię barykad. Po przełamaniu drugiej linii obrony Anglicy wpadli jednak w pułapkę, dostając się pod gwałtowny ostrzał z 3 stron. Po 3-godzinnej walce Anglicy zmuszeni zostali do odwrotu ostrzeliwani przez przeciwnika. Angielskie źródła szacują własne straty w tej potyczce na 46 zabitych i 120 rannych. W rzeczywistości były one większe.
Dnia 5 października Blount podjął próbę otoczenia przełęczy, wysyłając na jej lewą pagórkowatą stronę dwa regimenty wojska oraz dodatkowo regiment jazdy na drogę do przełęczy. Jednak wszelkie próby zajęcia tego terenu i tym razem nie powiodły się. Anglicy mieli stracić w walkach 50 zabitych oraz 200 rannych (źródła angielskie wyraźnie i tym razem zaniżone).
Dnia 9 października po burzliwej dyskusji z oficerem Geoffreyem Fentonem, Blount zdecydował się przerwać walki oraz zawrócić w kierunku Dundalk. Jednak dnia 14 października do obozu angielskiego dotarła wiadomość o opuszczeniu przełęczy przez siły O’Neilla, który skierował się do Lough Lurcan. Blount nie potrafił zrozumieć, dlaczego przeciwnik opuścił tak ważne i silne pozycje obronne. Podejrzewał, że powodem był brak amunicji oraz żywności. W rzeczywistości jednak siły irlandzkie składały się z kilku klanów, mających różnorodne cele i  niezamierzających pozostawać w tym rejonie.
Dnia 17 października Blount obsadził przełęcz, niszcząc tam opuszczone umocnienia irlandzkie. Następnie pomaszerował w kierunku Carrickban, gdzie dnia 2 listopada zajął miejscowość Mountnorris na drodze do Armagh. W utworzonym tam garnizonie Anglicy pozostawili 400 ludzi pod wodzą Edwarda Blaneya.
W drodze powrotnej do Dundalk w dniu 13 listopada pod Fathom Pass Anglicy ponownie dostali się pod ostrzał irlandzki, tracąc 20 żołnierzy zabitych i 80 rannych.